# Hemigrammus erythrozonus

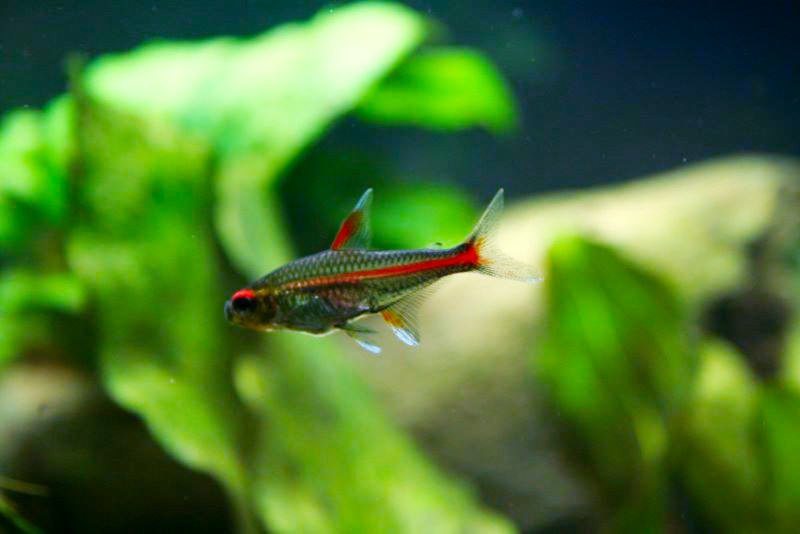
Hemigrammus erythrozonus

Hemigrammus erythrozonus Durbin, 1909 è un pesce d'acqua dolce appartenente alla famiglia Characidae.

## Distribuzione e habitat
Questa specie è diffusa nelle acque acide del fiume Essequibo, in Guyana (Sudamerica). Predilige le zone ricche di vegetazione acquatica.

## Descrizione
Presenta un corpo compresso lateralmente, non particolarmente alto e di piccole dimensioni, con il ventre più gonfio negli esemplari femminili. La lunghezza massima registrata è infatti di 3,3 cm. La colorazione è prevalentemente argentea; talvolta il corpo è quasi trasparente e possono essere visibili gli organi interni. A circa metà del corpo è presente una linea orizzontale molto evidente, rossa od arancione, che parte dalla bocca e termina sul peduncolo caudale. Le pinne sono trasparenti, e la pinna caudale è biforcuta.

## Biologia

### Comportamento
Nuota banchi di cinque-dodici esemplari.

### Alimentazione
È onnivoro e si nutre sia di alghe che di invertebrati come vermi, in particolare anellidi, e crostacei di piccole dimensioni.

### Riproduzione
È oviparo e la fecondazione è esterna. Le uova vengono abbandonate subito dopo la deposizione; non ci sono cure verso di esse.

## Acquariofilia
È una specie molto comune negli acquari anche perché vive in gruppi e si può riprodurre in cattività.